# G.E.M. de Ste. Croix

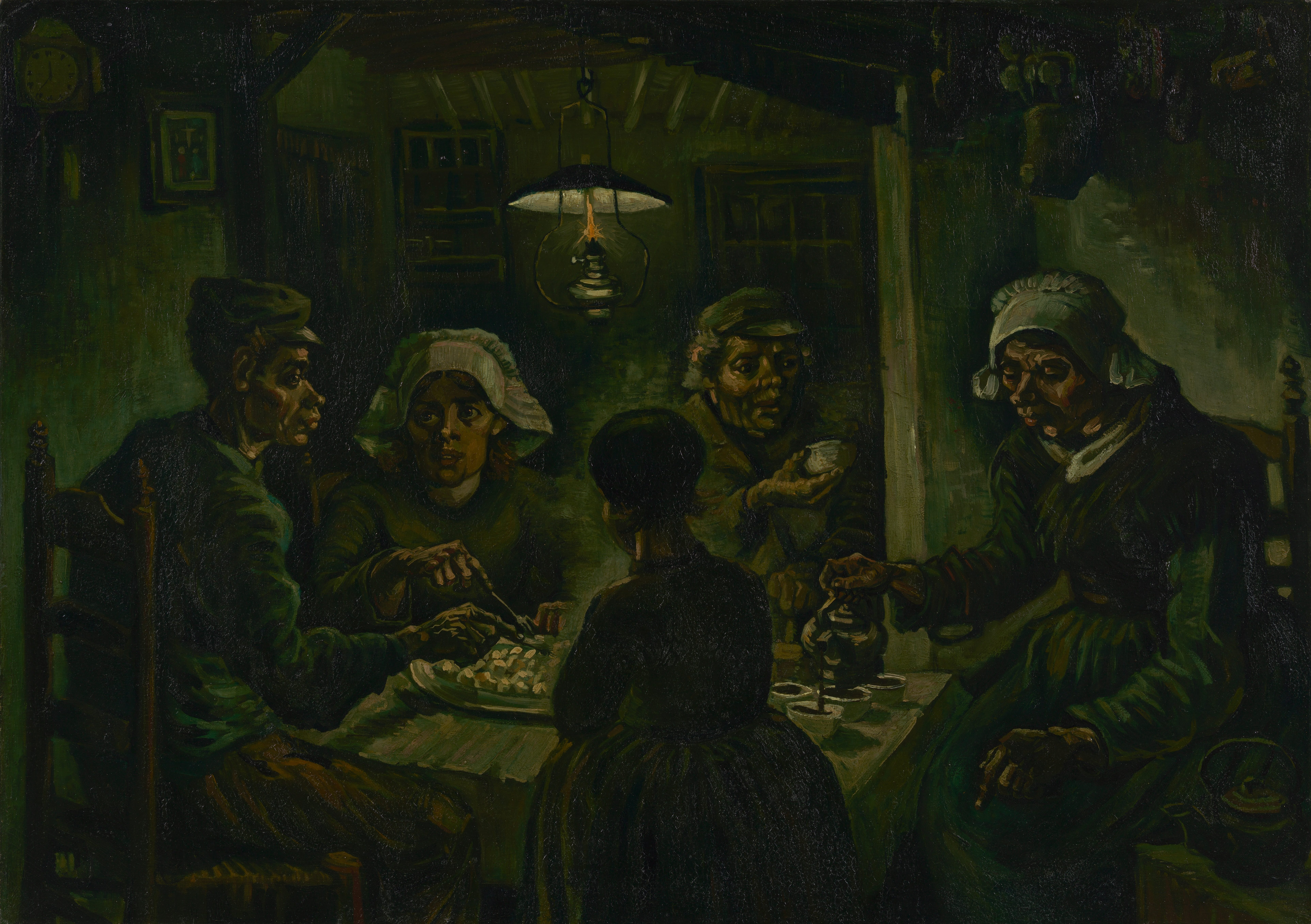
Aardappeleters ("Los comedores de patatas") de Vincent van Gogh, 1885. G. E. M. de Ste. Croix Utilizó el cuadro como el frontispicio para su libro The Class Struggle in the Ancient Greek World (La Lucha de clases en el mundo griego antiguo).

Geoffrey Ernest Maurice de Ste. Croix (8 de febrero de 1910 – 5 de febrero de 2000) (89 años), conocido informalmente como Croicks, fue un historiador británico que se especializó en examinar la Antigüedad clásica desde una perspectiva marxista. Fue estudiante y tutor de Historia Antigua en New College, Oxford de 1953-1977, donde enseñó en particular a los estudiosos Robin Lane Fox y Nicholas Richardson.

## Primeros años
De Ste. Croix nació en Macao y estudió en el Clifton College de Brísto. Dejó la escuela a la edad de 15 años y se hizo pasante, que le permitió entrenarse como un solícitor (abogado), sin un título en leyes. Fue admitido como abogado en 1932 y practicó hasta 1940.
Tenía una constitución fuerte y fue un talentoso jugador de tenis, que compitió en torneos individuales y de dobles en Wimbledon desde 1930 a 1932.
Durante Segunda Guerra Mundial se unió a la Real Fuerza Aérea Británica, y estuvo estacionado durante un tiempo en Egipto, donde tuvo la oportunidad de aumentar su conocimiento de lenguas antiguas.

## Carrera académica
Después de que la guerra acabó, de Ste. Croix estudió historia antigua en la University College de Londres. De 1950-53 enseñó en la Escuela de Economía y Ciencia Política de Londres y en la Birkbeck Universidad de Londres, antes de ser nombrado miembro del New College. Vivió en Oxford el resto de su vida.
Dentro de los círculos del a erudición clásica, de Ste. Croix — como exponente de un enfoque epistemológico marxista — participó con frecuencia en el debate con Sir Moses I. Finley, un defensor del análisis social weberiano de la sociedad. Los dos intercambiaban a menudo cartas.
De Ste. Croix es sobre todo conocido por sus libros The Origins of the Peloponnesian War (Los orígenes de la Guerra del Peloponeso) publicado en 1972 y The Class Struggle in the Ancient Greek World from the Archaic Age to the Arab Conquests  (La lucha de clases en el mundo griego antiguo desde la época arcaica hasta las conquistas árabes''), publicado en 1981. Fue también un colaborador notable en el asunto de la persecución cristiana entre los reinados de los emperadores romanos Trajano y Diocleciano. Destacan en este sentido los artículos escritos por de Ste. Croix y A. N. Sherwin-White, desafiando cada uno las opiniones del otro. Hubo cuatro en total, mostrando solo el tipo de bromas alegres, evidentes también en la correspondencia de Ste. Croix con Moses I. Finley.

## The Character of the Athenian empire
El influyente artículo de Ste. Croix, The Character of the Athenian empire, que apareció en la revista Historia: Zeitschrift für Alte Geschichte (1954, 3, pp. 1–41), provocó un debate sobre la naturaleza de la Liga de Delos y el Imperio ateniense que continúa hasta la actualidad. El artículo se basó en el artículo científico, The Alleged Unpopularity of the Athenian Empire, entregado a la London Classical Association el 14 de junio de 1950.

## The Origins of the Peloponnesian War
The Origins of the Peloponnesian War (Los orígenes de la Guerra del Peloponeso) contribuyó de forma importante en este tema, la mayor reinterpretación del Decreto de Mégara, aprobado por la Ekklesía ateniense (asamblea del pueblo) en el 432 a. C. La mayoría de los estudiosos habían considerado que el decreto incluía sanciones económicas para excluir a Mégara y a los comerciantes megarenses el acceso a los puertos de todo el Imperio ateniense. De Ste. Croix, en cambio, lo interpretó como una sanción religiosa (describiendo una analogía con la demanda espartana — en respuesta al Decreto de Mégara y otras políticas atenienses — por la que Atenas expulsaba a algunos ciudadanos religiosamente contaminados. De Ste Croix mantuvo que la sanción fue ejercida para no hacer daño a los megarenses—, que no pudieron hace nada, dada la naturaleza del comercio y la economía en el mundo antiguo, pero por motivos religiosos que los atenienses sentían como genuinos. Este argumento no ha logrado aceptación general entre los historiadores.

## The Class Struggle in the Ancient Greek World
The Class Struggle in the Ancient Greek World  (La lucha de clases en el mundo griego antiguo) fue un intento de establecer la validez de un análisis materialista histórico del mundo griego y romano antiguos. Cubre el periodo aproximadamente de la época preclásica a la conquista árabe. La primera parte aborda los temas fundamentales. Después de un capítulo del plan expositivo II (Clases, Explotación, y Lucha de Clases) comienza con una apología de la comprensión De Ste Croix de la teoría marxista clásica básica (§ I la naturaleza de la sociedad de clases) y algunos términos específicos (§ II 'Clase', 'explotación' y 'la lucha de clases' definidas). El resto de la primera parte es un análisis detallado de estos conceptos aplicados al mundo griego antiguo (Caps. III Property and the Propertied and IV Forms of Exploitation in the Ancient Greek World, and the Small Independent Producer).
La Parte II contiene el análisis histórico per se y empieza (Cap. V The Class Struggle in Greek History on the Political Plane) con un exposición de cómo los procesos económicos dirigidos en la parte I llevan a una erradicación gradual pero completa de la democracia griega por medio del principado romano. Los capítulos restantes (VI Rome the Suzerain, VII The Class Struggle on the Ideological Plane, and VIII 'The Decline and Fall' of the Roman Empire: an Explanation) se centra principalmente en Roma y establecen la tesis de que la dependencia de la mano de obra esclava era cada vez mayor y la disminución de lo que se consideraría en un contexto moderno las clases medias fue la causa real del colapso. También hay una discusión muy larga de la importancia del modo por el cual se generaba plusvalía. De Ste Croix pone el acento en que el modo de extracción de excedentes no es necesariamente el mismo que el modo de producción para una mayoría de la población. En concreto, si bien una porción relativamente pequeña de la fuerza de trabajo eran esclavos, Roma durante el principado, sin embargo, se convirtió esencialmente una sociedad de esclavos.

## Publicaciones seleccionadas
- The character of the Athenian empire en Historia: Zeitschrift für Alte Geschichte, 1954, 3, pp. 1–41.
- Greek And Roman Accounting, 1956.
- The Origins of the Peloponnesian War. Londres: Duckworth, 1972.
- Early Christian attitudes to property and slavery. Oxford: Albahaca Blackwell, 1975.
- The Class Struggle in the Ancient Greek World: From the Archaic Age to the Arab Conquests. Londres, Duckworth, 1981.
- La lucha de clases en el Mundo Griego Antiguo, traducción al español de Teófilo de Lozoya. Barcelona: Editorial Crítica, 1988, ISBN 978-84-742-3377-1

## Lecturas recomendadas
- Cartledge, Paul y Harvey, F.D. (eds) (1985) Crux: Essays Presented to G.E.M. de Ste. Croix on his 75th Birthday. Londres: Duckworth in association with Imprint Academic.